# Xavi Simons
Xavier Quentin Shay Simons (Ámsterdam, 21 de abril de 2003), más conocido como Xavi Simons,  es un futbolista neerlandés que juega como centrocampista en el R. B. Leipzig de la 1. Bundesliga.

## Trayectoria

### F. C. Barcelona
Simons se unió a las categorías inferiores del F. C. Barcelona en 2010 procedente del Club Deportivo Tháder y progresó rápidamente para convertirse en uno de los jugadores juveniles mejor valorados del club catalán.

### París Saint-Germain
En 2019 fue fichado por el París Saint-Germain francés, sin haber podido firmar contrato profesional con el Barça. Según varios informes, su contrato con el club parisino valía hasta un millón de euros anuales y expiraría en 2022.
El 10 de febrero de 2021 debutó en el primer equipo reemplazando a Julian Draxler en la victoria 1-0 frente al S. M. Caen por la Copa de Francia.
Antes de la temporada 2021–22, fue incluido en la preparación y pretemporada del primer equipo por el entrenador Mauricio Pochettino. El 14 de julio de 2021, entró desde el banquillo y anotó un gol en una victoria amistosa por 4-0 sobre Le Mans en el Camp des Loges. Marcó otro gol en un empate amistoso 2-2 contra Chambly tres días después en el mismo terreno de juego. El 18 de agosto, Simons fue enviado de vuelta para entrenar con el equipo sub-19 dirigido por Zoumana Camara. Finalmente, hizo su primera aparición de la temporada para el PSG en una victoria por 3-0 en la Copa sobre Feignies Aulnoye el 19 de diciembre, su primera titularidad como profesional. El 3 de enero de 2022, Simons registró su primera asistencia en el primer equipo en una victoria por 4-0 en la Copa sobre Vannes, con un pase para Kylian Mbappé. Su primera aparición en la liga en la temporada 2021-22 fue en un empate 1-1 como visitante contra Lyon el 9 de enero, cuando entró como sustituto en el minuto 69. El 31 de enero, Simons falló el último penal en una derrota por penales por 6-5 contra Nice en los octavos de final de la Copa. El 11 de febrero, hizo su primera titularidad en la liga en una victoria por 1-0 sobre Rennes en el Parc des Princes. Al final de la temporada, Simons ganó el título de la Ligue 1, su primer título de liga como profesional.

### PSV Eindhoven
El 28 de junio de 2022, Simons fichó por el PSV Eindhoven de la Eredivisie con un contrato de cinco años. Aunque inicialmente se esperaba que extendiera su contrato con el PSG y se uniera a los granjeros cedido, la situación cambió cuando el PSV ya no quería un acuerdo de préstamo. Sin embargo, el PSG negoció una cláusula de recompra en el contrato de Simons, a partir de 2023. Anotó un gol en su debut con el club, una victoria por 5-3 sobre su rival Ajax de Ámsterdam en el Johan Cruyff Arena el 30 de julio. El 7 de agosto, en su primer partido de la Eredivisie, Simons dio una asistencia a Johan Bakayoko, que abrió el marcador en una victoria por 4-1 contra el recién ascendido Emmen.

## Selección nacional
Representó a la selección de fútbol de los Países Bajos en las categorías sub-15, sub-16, sub-17 y sub-19. En estos combinados ha disputado 19 partidos y ha marcado 7 goles.
En 2022 el seleccionador de Países Bajos, Louis van Gaal, lo incluyó en la lista definitiva de jugadores para la disputa de la Copa Mundial Catar 2022. Debutó en el partido de octavos de final ante Estados Unidos y se convirtió en el cuarto futbolista neerlandés más joven en jugar en un Mundial. Dos años después fue convocado para la Eurocopa 2024 y en el último amistoso previo al inicio del torneo, frente a Islandia, marcó su primer gol como internacional.

### Participaciones en Copas del Mundo
| Copa                           | Sede  | Resultado        | Partidos | Goles |
| ------------------------------ | ----- | ---------------- | -------- | ----- |
| Copa Mundial de Fútbol de 2022 | Catar | Cuartos de final | 1        | 0     |

### Participaciones en Eurocopas
| Copa          | Sede     | Resultado | Partidos | Goles |
| ------------- | -------- | --------- | -------- | ----- |
| Eurocopa 2024 | Alemania | Semifinal | 6        | 1     |

## Vida personal
En marzo de 2020, Simons fue incluido en la lista "NxGn 2020" de los 50 mejores jóvenes prodigios del fútbol mundial según Goal. También fue incluido en la lista "Next Generation 2020" de The Guardian en octubre. Simons ha acumulado una gran cantidad de seguidores en la plataforma de redes sociales Instagram, con más de cuatro millones de seguidores. Ya tenía más de dos millones de seguidores en 2019, a la edad de 16. También tiene un contrato de patrocinio con el fabricante de artículos deportivos Puma.

## Estadísticas

### Clubes
Actualizado al último partido disputado el 16 de agosto de 2025.
| Club                         | Div.          | Temporada     | Liga  | Liga  | Liga   | Copas nacionales | Copas nacionales | Copas nacionales | Copas internacionales | Copas internacionales | Copas internacionales | Total | Total | Total  |
| Club                         | Div.          | Temporada     | Part. | Goles | Asist. | Part.            | Goles            | Asist.           | Part.                 | Goles                 | Asist.                | Part. | Goles | Asist. |
| ---------------------------- | ------------- | ------------- | ----- | ----- | ------ | ---------------- | ---------------- | ---------------- | --------------------- | --------------------- | --------------------- | ----- | ----- | ------ |
| París Saint-Germain Francia  | 1.ª           | 2020-21       | 1     | 0     | 0      | 1                | 0                | 0                | 0                     | 0                     | 0                     | 2     | 0     | 0      |
| París Saint-Germain Francia  | 1.ª           | 2021-22       | 6     | 0     | 0      | 3                | 0                | 1                | 0                     | 0                     | 0                     | 9     | 0     | 1      |
| París Saint-Germain Francia  | Total club    | Total club    | 7     | 0     | 0      | 4                | 0                | 1                | 0                     | 0                     | 0                     | 11    | 0     | 1      |
| PSV Eindhoven · Países Bajos | 1.ª           | 2022-23       | 34    | 19    | 8      | 5                | 2                | 2                | 9                     | 1                     | 1                     | 48    | 22    | 11     |
| PSV Eindhoven · Países Bajos | Total club    | Total club    | 34    | 19    | 8      | 5                | 2                | 2                | 9                     | 1                     | 1                     | 48    | 22    | 11     |
| R. B. Leipzig · Alemania     | 1.ª           | 2023-24       | 32    | 8     | 11     | 3                | 0                | 0                | 8                     | 2                     | 2                     | 43    | 10    | 13     |
| R. B. Leipzig · Alemania     | 1.ª           | 2024-25       | 25    | 10    | 7      | 3                | 1                | 1                | 5                     | 0                     | 0                     | 33    | 11    | 8      |
| R. B. Leipzig · Alemania     | 1.ª           | 2025-26       | 0     | 0     | 0      | 1                | 1                | 1                | ―                     | ―                     | ―                     | 1     | 1     | 1      |
| R. B. Leipzig · Alemania     | Total club    | Total club    | 57    | 18    | 18     | 7                | 2                | 2                | 13                    | 2                     | 2                     | 77    | 22    | 22     |
| Total carrera                | Total carrera | Total carrera | 98    | 37    | 26     | 16               | 4                | 5                | 22                    | 3                     | 3                     | 136   | 44    | 34     |

## Palmarés

### Campeonatos nacionales
| Título                        | Club                | País         | Año     |
| ----------------------------- | ------------------- | ------------ | ------- |
| Copa de Francia               | París-Saint Germain | Francia      | 2020-21 |
| Ligue 1                       | París-Saint Germain | Francia      | 2021-22 |
| Supercopa de los Países Bajos | PSV Eindhoven       | Países Bajos | 2022    |
| Copa de los Países Bajos      | PSV Eindhoven       | Países Bajos | 2022-23 |
| Supercopa de Alemania         | R. B. Leipzig       | Alemania     | 2023    |

### Distinciones individuales
| Distinción                                                                       | Año  |
| -------------------------------------------------------------------------------- | ---- |
| Parte de los 60 mejores futbolistas sub-17 del mundo según medio TheGuardian.com | 2020 |

## Vida privada
Es hijo del exfutbolista neerlandés Regillio Simons.